# Carex uncifolia
Carex uncifolia är en halvgräsart som beskrevs av Thomas Frederic Cheeseman. Carex uncifolia ingår i släktet starrar, och familjen halvgräs. Inga underarter finns listade i Catalogue of Life.